# Autokralle

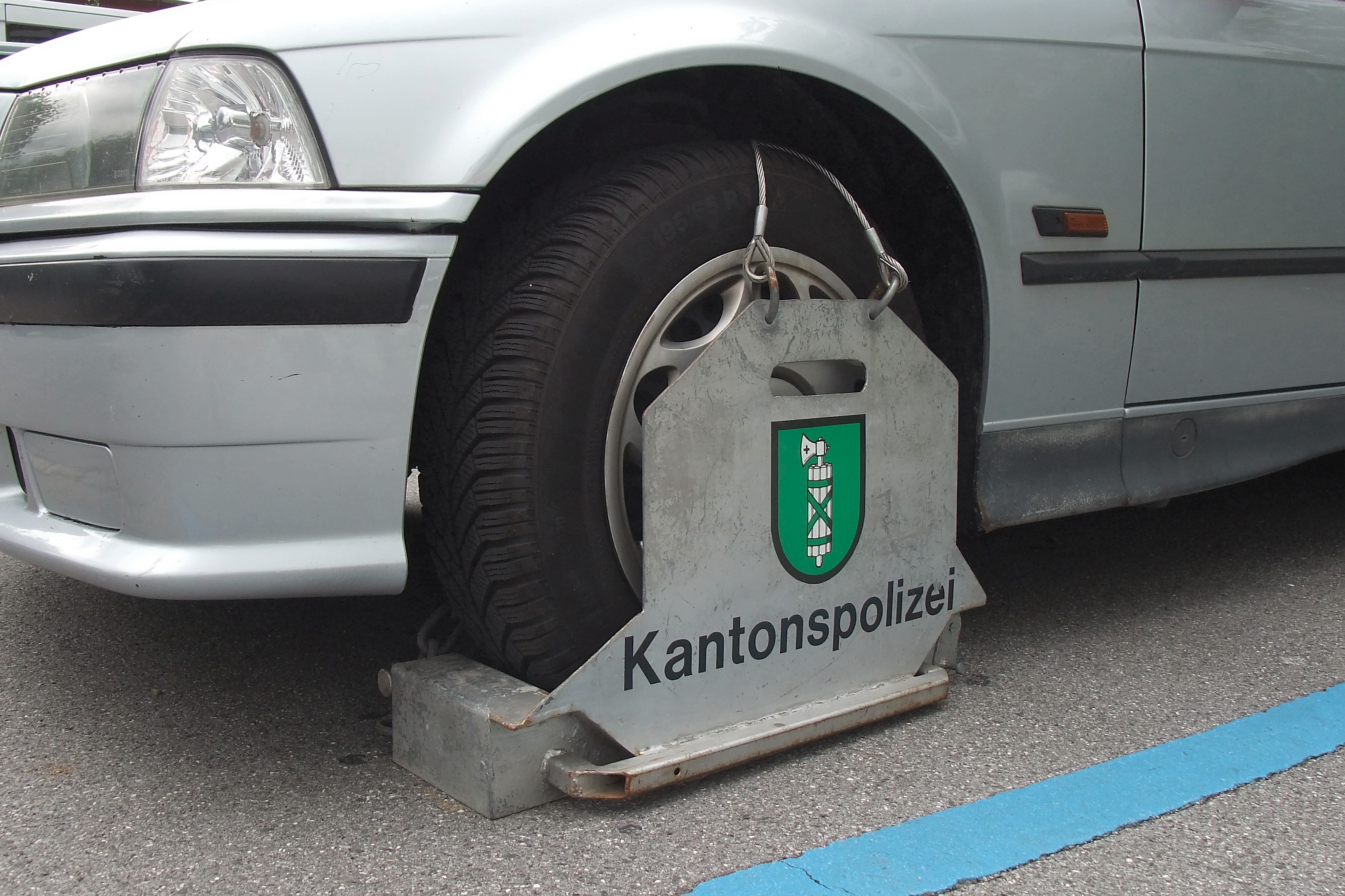
Autokralle im Schweizer Kanton St. Gallen

Eine Autokralle, auch Radkralle oder Parkkralle, ist eine an einer Felge eines Kraftfahrzeuges festgespannte schlossgesicherte Blockierung, die als Wegfahrsperre das Wegfahren des Automobils verhindert.
Autokrallen werden sowohl zum Eigenschutz vor Diebstahl als auch zur Sachpfändung im Bereich privat- und öffentlich-rechtlicher Vollstreckung eingesetzt.
Der Schuldner macht sich in Deutschland strafbar, wenn er die Parkkralle entfernt.